# Квели, Талиб
Тали́б Квели́ Грин (англ. Talib Kweli Greene; род. 3 октября 1975, Нью-Йорк) — американский рэпер. Его имя с арабского языка переводится как «ученик», а фамилия в переводе с языка суахили означает «правда». Получил известность благодаря коллективу Black Star в сотрудничестве с MC Mos Def, а также благодаря озвучке главного героя игры Marc Ecko’s Getting Up: Contents Under Pressure Колтрейна «Трейна» Кроули.
В 2021 году вышла первая книга Талиба Квели «Vibrate Higher: A Rap Story», в которой описывается эволюция хип-хопа и его личный опыт в этой экосистеме.

## Биография
Родился 3 октября 1975 года в Бруклине, Нью-Йорк, в семье преподавателей. Его мать, Бренда Грин, преподавала английский язык в колледже при Городском Университете Нью-Йорка, а отец был профессором социологии в Университете Адельфи. Его старший брат, Джамал Грин, профессор конституционного права на юридическом факультете Колумбийского Университета. Талиб учился в школе-интернате в Коннектикуте, после окончания которой поступил в Бруклинскую техническую высшую школу. Позже он стал студентом факультета экспериментального театрального искусства Нью-Йоркского университета. В университете Талиб знакомится с Mos Def и Hi-Tek. В 1998 году Талиб и Mos Def создают группу Black Star и выпускают альбом Mos Def & Talib Kweli are Black Star.
Студийные альбомы
- Quality (2002)
- The Beautiful Struggle (2004)
- Eardrum (2007)
- Gutter Rainbows (2011)
- Prisoner of Conscious (2013)
- Gravitas (2013)

Микстейпы
- Right About Now (2005)
- Attack the Block (2012)

В составе группы Black Star
- Mos Def & Talib Kweli are Black Star (1998)

Совместно с Hi-Tek в составе группы Reflection Eternal
- Train of Thought (2000)
- Revolutions Per Minute (2010)

Совместно с Madlib
- Liberation (2007)

Совместно с 9th Wonder
- Indie 500 (2015)